# Carnegie Hall (album)
Pour les articles homonymes, voir Carnegie Hall (homonymie).
Albums de Frank Zappa
Feeding The Monkies At Ma Maison
(2011) Road Tapes, Venue 1
(2012)
Carnegie Hall est un quadruple album posthume de Frank Zappa, contenant l'intégralité du concert donné par Frank Zappa and the Mothers of Invention le 11 octobre 1971, au Carnegie Hall, à New York, ainsi que sa première partie, interprétée par le groupe a cappella, The Persuasions (à l'époque produit par Zappa).

## Liste de titres

### Disque 1
1. I just can't work no longer (2 min 32 s)
2. Working al the live long day/Chain Gang (2 min 29 s)
3. Medley #1 (7 min 28 s)
4. Pieces of a man (2 min 53 s)
5. Buffalo Soldier (4 min 33 s)
6. Medley #2 (2 min 36 s)
7. Medley #3 (3 min 14 s)
8. Hell (To FOH)/Ready ?! (To the band) (1 min 03 s)
9. Call any Vegetable (10 min 36 s)
10. Anyway the Wind Blows (4 min 00 s)
11. Magdalena (6 min 08 s)
12. Dog Breath (5 min 41 s)

### Disque 2
1. Peaches en regalia (4 min 24 s)
2. Tears Began To Fall (2 min 32 s)
3. Shove It Right In (6 min 32 s)
4. King Kong (30 min 25 s)
5. 200 Motels Final (3 min 41 s)
6. Who are the Brain Police ? (7 min 08 s)

### Disque 3
1. Auspicious Occasion (2 min 45 s)
2. Divan : Once upon a time (5 min 40 s)
3. Divan : Sofa #1 (3 min 11 s)
4. Divan : Magic Pig (1 min 43 s)
5. Divan : Stick it Out (4 min 54 s)
6. Divan : Divan Ends Here (4 min 17 s)
7. Pound for a Brown (6 min 03 s)
8. Sleeping in a Jar (2 min 46 s)
9. Wonderful Wino (5 min 46 s)
10. Sharleena (4 min 51 s)
11. Cruising for Burgers (3 min 17 s)

### Disque 4
1. Billy the Mountain : Part I (28 min 33 s)
2. Billy the Mountain : Part II "The Carnegie Solos" (13 min 31 s)
3. Billy the Mountain : Part III (5 min 37 s)
4. The $600 Mud Shark Prelude (1 min 27 s)
5. The Mud Shark (13 min 35 s)

## Musiciens
- Frank Zappa : guitare, chant
- Howard Kaylan : chant
- Mark Volman : chant
- Don Preston : claviers
- Ian Underwood : claviers, saxophone ténor
- Jim Pons : basse
- Aynsley Dunbar : batterie

## Production
- Production : Gail Zappa & Joe Travers
- Direction musicale : Frank Zappa
- Conception pochette, direction artistique : Gail Zappa